# Carbolfucsina

Fucsina

Carbolfucsina ou carbol-fucsina, também chamada de fucsina fenicada, é uma mistura de fenol e fucsina básica, usada em procedimentos de coloração de bactérias. É comumente usada na coloração de micobactérias como tem uma afinidade com os ácidos micólicos encontrados em suas membranas celulares.
É um componente da coloração de Ziehl–Neelsen. Carbolfucsina é usada como um corante para detectar bactérias ácido-álcool resistentes porque é mais solúvel nos lípidos da parede das células do que no álcool ácido. Se a bactéria é ácido-rápida as bactérias irão reter a cor vermelha inicial do corante, porque elas são capazes de resistir a dessecação por álcool ácido.
Carbolfucsina é também usada como um antisséptico tópico.
Seu número CAS é 4197-24-4. É também conhecida como “tinta de Castellani” nos EUA.

## Preparação da solução[1]
1. Prepara-se uma primeira solução dissolvendo 9 g de fucsina básica em 90 mL de álcool etílico (95% aquoso).
2. Prepara-se uma segunda solução dissolvendo 45 mL de fenol fundido, em 100 mL de álcool etílico (95%).
3. Acrescentar a primeira e a segunda soluções em um recipiente (como um balão de vidro) de 2.000 mL de capacidade. Homogeneizar.
4. Adicionar 450 mL de água destilada.
5. Aquecer em banho-maria (de água em ebulição) por um período de uma hora, agitando a mistura periodicamente, ou até que, após agitação, a solução escorra rapidamente pela parede do balão, sem formar bolhas de aspecto gorduroso.
6. Completar a solução com 450 mL de água destilada e transferir para um frasco, onde deverá permanecer 48 horas em repouso
7. Filtrar em papel filtro e envazar em frasco de vidro âmbar para uso.